# Distretti di Cipro

Distretti di Cipro (de facto)

I distretti di Cipro (in greco: επαρχίες, eparchie; in turco: kazalar) costituiscono la suddivisione territoriale di primo livello del Paese e sono cinque in totale. Di questi:
- i distretti di Limassol e Pafo ricadono, de iure e de facto, sotto la sovranità di Cipro;
- i distretti di Famagosta, Larnaca e Nicosia, che, de iure, appartengono integralmente a Cipro, sono de facto occupati in parte da Cipro del Nord; su tali porzioni di territorio insistono i distretti di Gazimağusa (Famagosta) e di Lefkoşa (Nicosia e Larnaca).

A questi si aggiungono poi tre ulteriori distretti, i cui territori appartengono de iure a Cipro ma che, de facto, ricadono sotto la sovranità di Cipro del Nord: si tratta dei distretti di Girne (Kyrenia), Güzelyurt (Morfou) e İskele (Trikomo). 
A capo del distretto vi è un prefetto di nomina presidenziale.

## Lista
| Localizzazione | Distretto | Nome in greco          | Nome in turco | Capoluogo | Popolazione (2009) | Superficie (km²) |
| -------------- | --------- | ---------------------- | ------------- | --------- | ------------------ | ---------------- |
|                | Famagosta | Αμμόχωστος Ammochostos | Gazimağusa    | Famagosta |                    |                  |
|                | Larnaca   | Λάρνακα Larnaka        | İskele        | Larnaca   |                    |                  |
|                | Limassol  | Λεμεσός Lemesos        | Leymosun      | Limassol  |                    |                  |
|                | Nicosia   | Λευκωσία Lefkosia      | Lefkoşa       | Nicosia   |                    |                  |
|                | Pafo      | Πάφος Pafos            | Gazibaf       | Pafo      |                    |                  |